# Сенадолиці
Сенадолиці (словен. Senadolice) — поселення в общині Сежана, Регіон Обално-крашка, Словенія. Висота над рівнем моря: 452,2 м.